# ريدلي بيرسون
ريدلي بيرسون (بالإنجليزية: Ridley Pearson)‏ (13 مارس 1953، غلين كوف في الولايات المتحدة)؛ كاتِب مُتخصِّص في أدب الأطفال وروائي أمريكي.

## روابط خارجية
- ريدلي بيرسون على موقع IMDb (الإنجليزية)
- ريدلي بيرسون على موقع ميوزك برينز (الإنجليزية)
- ريدلي بيرسون على موقع قاعدة بيانات برودواي على الإنترنت (الإنجليزية)
- ريدلي بيرسون على موقع ديسكوغز (الإنجليزية)
- ريدلي بيرسون على موقع قاعدة بيانات الفيلم (الإنجليزية)